# Otlet-Gletscher
Der Otlet-Gletscher ist ein rund 15 km langer Gletscher an der Graham-Küste des Grahamlands auf der Antarktischen Halbinsel. Er fließt entlang der Südseite der Fontaine Heights und mündet in den nördlichen Ausläufer der Barilari-Bucht.
Teilnehmer der British Graham Land Expedition (1934–1937) unter der Leitung des australischen Polarforschers John Rymill kartierten ihn grob. Eine detailliertere Kartierung nahm der Falkland Islands Dependencies Survey anhand von Luftaufnahmen der Hunting Aerosurveys Ltd. aus den Jahren von 1956 bis 1957 vor. Das UK Antarctic Place-Names Committee benannte ihn 1959 nach dem belgischen Dokumentationswissenschaftler Paul Otlet (1868–1944), dessen Informationsmanagementsystem bei der Ordnung wissenschaftlich erhobener Daten Anwendung fand.